# Coupe CECAFA des nations 2005
Navigation
Éthiopie 2004 Éthiopie 2006
La Coupe CECAFA des nations 2005 est la vingt-neuvième édition de la Coupe CECAFA des nations qui a eu lieu au Rwanda du 26 novembre au 10 décembre 2005. Les nations membres de la CECAFA (Confédération d'Afrique centrale et de l'Est) sont invitées à participer à la compétition. 
C'est le tenant du titre, l'Éthiopie qui remporte à nouveau la compétition en s'imposant en finale face au pays organisateur, le Rwanda. Le Zanzibar termine sur la troisième marche du podium, c'est le meilleur résultat obtenu par cette équipe. C'est le quatrième titre de champion de la CECAFA pour la sélection éthiopienne.
Toutes les rencontres sont disputées au Stade Amahoro de Kigali.

## Équipes participantes
- Rwanda - Organisateur
- Éthiopie - Tenant du titre
- Zanzibar
- Tanzanie
- Burundi
- Djibouti
- Somalie
- Ouganda
- Soudan
- Érythrée
- Kenya - Forfait[1]

## Compétition

### Premier tour

#### Groupe A
| Rang | Équipe   | Pts | J | G | N | P | Bp | Bc | Diff |  | Résultats (▼ dom., ► ext.) |  |     |     |     |     |
| ---- | -------- | --- | - | - | - | - | -- | -- | ---- |  | -------------------------- |  | --- | --- | --- | --- |
| 1    | Zanzibar | 10  | 4 | 3 | 1 | 0 | 7  | 2  | +5   |  | Zanzibar                   |  | 1-0 | 1-1 | 2-1 | 3-0 |
| 2    | Rwanda   | 9   | 4 | 3 | 0 | 1 | 8  | 4  | +4   |  | Rwanda                     |  |     | 3-1 | 2-0 | 3-2 |
| 3    | Tanzanie | 7   | 4 | 2 | 1 | 1 | 5  | 5  | 0    |  | Tanzanie                   |  |     |     | 2-1 | 1-0 |
| 4    | Burundi  | 1   | 4 | 0 | 1 | 3 | 2  | 6  | -4   |  | Burundi                    |  |     |     |     | 0-0 |
| 5    | Érythrée | 1   | 4 | 0 | 1 | 3 | 2  | 7  | -5   |  | Érythrée                   |  |     |     |     |     |

#### Groupe B
| Rang | Équipe     | Pts | J | G | N | P | Bp | Bc | Diff |  | Résultats (▼ dom., ► ext.) |  |     |     |     |     |
| ---- | ---------- | --- | - | - | - | - | -- | -- | ---- |  | -------------------------- |  | --- | --- | --- | --- |
| 1    | Ouganda    | 10  | 4 | 3 | 1 | 0 | 16 | 1  | +15  |  | Ouganda                    |  | 0-0 | 3-0 | 7-0 | 6-1 |
| 2    | Éthiopie T | 10  | 4 | 3 | 1 | 0 | 12 | 2  | +10  |  | Éthiopie T                 |  |     | 3-1 | 3-1 | 6-0 |
| 3    | Soudan     | 6   | 4 | 2 | 0 | 2 | 7  | 12 | -5   |  | Soudan                     |  |     |     | 4-1 | 4-0 |
| 4    | Somalie    | 3   | 4 | 1 | 0 | 3 | 6  | 10 | -4   |  | Somalie                    |  |     |     |     | 2-1 |
| 5    | Djibouti   | 0   | 4 | 0 | 0 | 4 | 2  | 18 | -16  |  | Djibouti                   |  |     |     |     |     |

### Phase finale

#### Demi-finales
| 8 décembre 2005 | Zanzibar | 0 - 4 | Éthiopie                         | Stade Amahoro, Kigali |
|                 |          |       | Girma 14e · Tefera 46e, 48e, 82e |                       |

| 8 décembre 2005 | Ouganda | 0 - 1 a.p. | Rwanda        | Stade Amahoro, Kigali |
|                 |         |            | Karekezi 115e |                       |

#### Match pour la3eplace
| 10 décembre 2005 | Zanzibar        | 0 - 0 a.p. | Ouganda | Stade Amahoro, Kigali |  |
|                  |                 |            |         |                       |  |
|                  | Tirs au but 5-4 |            |         |                       |  |

#### Finale
| 11 décembre 2005 | Rwanda | 0 - 1 | Éthiopie    | Stade Amahoro, Kigali |
|                  |        |       | Negusse 59e |                       |

| Vainqueur Coupe CECAFA 2005 Éthiopie 4e titre |

## Sources et liens externes